# Golden Axe III
Golden Axe III (ゴールデンアックスIII, Gooruden Akkusu Surī) is een side-scrolling beat 'em up-computerspel dat ontwikkeld en uitgegeven is door Sega. De game kwam op 25 juni 1993 uit voor de Sega Mega Drive in Japan. Een Noord-Amerikaanse versie kwam alleen uit via de online dienst Sega Channel. De game werd later enkele malen opnieuw uitgegeven als deel van de Sega Mega Drive Collection voor de PlayStation 2 en PlayStation Portable, Sonic's Ultimate Mega Drive Collection voor de Xbox 360 en PlayStation 3 en digitaal op de Wii.
De game werd matig ontvangen. GameRankings gaf een score van 52,5%. De heruitgave voor iOS kreeg van Metacritic een score van 60/100.